# مامونوفو
مامونوفو (بالروسية: Мамоново) هي إحدى مدن روسيا في الكيان الفدرالي الروسي كالينينغراد أوبلاست.

## أعلام
- فيرنر شروتر
- بافيل دولجوف